# Повратник (филм)
Повратник (енгл. The Revenant) амерички је вестерн драма филм из 2015. године у режији Алехандра Гонзалеза Ињаритуа, док су продуценти филма Арнон Милчан, Стив Голин, Ињариту, Мери Перент, Кит Редмон и Џејмс В. Скочдопол. Сценарио потписују Марк Л. Смит и Ињариту на основу романа Повратник из 2002. године аутора Мајкла Пункеа који је инспирисан животом граничара Хјуа Гласа 1823. године у Мисурију.
Насловну улогу тумачи Леонардо Дикаприо као Хју Глас, док су у осталим улогама Том Харди, Вил Полтер и Донал Глисон. Музику су компоновали Рјуичи Сакамото и Алва Ното. Дистрибуиран од стране 20th Century Foxа, светска премијера филма је била одржана 25. децембра 2015. у Сједињеним Америчким Државама.
Буџет филма је износио 135 милиона долара, а зарада од филма је 533 милиона долара.
Филм је добио четири номинације за Златни глобус и победио у три укључујући награду за најбољи филм (драма), најбољег редитеља и најбољег главног глумца (драма).
Такође, добио је и осам номинација за награду BAFTA и победио у пет укључујући награду за најбољи филм, најбољу режију и најбољег главног глумца.
14. јануара 2016. године филм је добио номинације за дванаест Оскара и тиме постао филм са највише номинација у 2015. години укључујући номинације за најбољи филм, најбољу режију, најбољег главног глумца и најбољег глумца у споредној улози.
На 88. додели Оскара 2016. године филм је добио три Оскара — за најбољег глумца у главној улози (Дикаприо), за најбољег режисера (Ињариту) и за најбољу фотографију (Лубецки).

## Радња
Хју Глас (Дикаприо) је војни извиђач. Он и његов полу-индијански син Јастреб (Гудлак), припадају истој групи заједно са Џон Фицџералдом (Харди), Џим Бриџером (Полтер) под командом Ендру Хенрија (Глисон), углавном због лова на животињско крзно. Они су стално суочени са Индијанцима и Французима. Док је био у лову са Јастребом, Хју се враћа у логор, али тамо долази до напада Индијанаца. Док су бежали до реке, у нападу су убијена 33 припадника њихове групе. Фицџералд предлаже да беже у једном правцу, али Хју сугерише супротан пут. Хенри пристаје на Хјуов предлог и онда одлуче да заноће. У само свитање Хју говори Јастребу да остане са групом док он иде испред први. Али Хју наилази на територију гризлија и бива жестоко нападнут. Успео је да убије звер, али није у стању да говори, јер му је грло повређено. Група га проналази и носи га на импровизованим носилима. Фицџералд стално говори Хенрију да остави Хјуа јер очигледно да од њега нема ништа и нико не може ништа учинити да га спаси. Хенри се на крају слаже. Али он инсистира да Хју умре природном смрћу и обећава новчану награду тројици који су остали иза групе са Хјуом. Јастерб и Бриџер се слажу да остану, и што је изненађујуће придружује им се Фицџералд.
Али Фицџералд постаје нестрпљив. Он нуди Хју брзу смрт ако само трепне као знак пристанка. Хју затвара очи неко време, и кад отвори очи Фицџералд сматра да је то био његов трептај, а затим покушава да убије Хјуа. Јастреб хвата Фицџералда у тој намери и њих два започињу борбу која на крају заврши тако што Фицџералд убије Јастреба. Бриџер долази и убрзо га Фицџералд убеђује да сахрани Хјуа живог у плитком гробу, али се он зауставља када је Хју био дубоко закопан до врата. Хју пуже из гроба и опстаје једући мрвице док је с муком покушавао да устане. Након што је могао ходати, Хју избегава индијски напад и суочава се са Индијанцем који сече месо угинулих животиња. Хју га замоли да му да дио и он му даје један комад, али Хју се онесвести после јела. Индијанац је заправо у потрази за отмичарима своје ћерке Поваке. Он помаже Хју након што му он објашњава своју ситуацију. Он је чак изградио импровизовано склониште онесвешћеном Хју када наилази мећава. Када се Хју пробудио, човек је отишао, а Хју налази на камп француских траперса. Он чека до сумрака спреман да украде коња. Међутим, Француз доводи Индијанку и силује је близини Хјуа. Он спашава девојку и они беже на украденом коњу, али Хју испушта боцу коју му је Баџер оставио.
Након тога, на поново бежи од непријатељски расположених Индијанаца Арикара скочивши с литице, и том приликом његов коњ је убијен а Хју бива повређен још више. Хју преко ноћи одржава топлоту покривши се телом мртвог коња. Како су пролазиле седмице, назад у војном логору, код усамљеног Француза налази се Хјуова боца. Већина верује да ју је ловац украо од Јастреба недалеко од кампа, тако да су одмах организовали потрагу и након тога пронашли су Хјуа живог. У међувремену, Фицџералд одлучује да побегне из логора, након што је прво испразнио сеф са платама за војнике. Фицџералд је имао несметани приступ новцу. Он је знао да ће га Хју у потпуности дискредитирати пред Хенрием због лажне тврдње о херојској борби коју му је описао.
Хју тражи од Хенрија да му допусти да он лично врати Фицџералда у логор живог или мртвог. Хенри се слаже али иде заједно са Хјуом. У тренутку када су се раздвојили, Фицџералд прави засједу и убија Хенрија. Хју се враћа и проналази преминулог Хенрија након што је чуо пуцњаву. Он зна да је Фицџералд у непосредној близини. Хју поставља генијалну замку за Фицџералда постављањем Хенрија усправно као лажног коњаника који је обучен у Хјуов капут, док истовремено скривајући се са напуњеним пиштољем испод деке на пратећем коњу и претвара се као да је мртви Хенри. Фицџералд се хвата у клопку и из даљине пуца у Хенрија који представља Хјуа на коњу. Фицџералд иде да провјери тело, али открива да је то у ствари Хенри а не Хју. Хју одједном пада са коња и пуца у Фицџералда, погађајући га у раме. Фицџералд бежи али Хју се дао у потрагу за њим и њих двојица се суочавају на обали реке. Хју се бори са њим и скоро да убија Фицџералда, али се предомишља и гура га већ тешко рањеног низводно право у руке Арикара Индијанаца који су се приближавали. Поглавица, сада у пратњи своје кћерке Поваке, убија Фицџералда. Како се филм завршава, пред очима Хјуа и даље ускрсавају ликови његове преминуле супруге и његовог сина, који су му се привиђали током филма, чак и након што је кулминирала освета када је Фицџералд коначно убијен.

## Главне улоге
| Глумац            | Улога         |
| ----------------- | ------------- |
| Леонардо Дикаприо | Хју Глас      |
| Том Харди         | Џон Фицџералд |
| Вил Полтер        | Џим Бриџер    |
| Донал Глисон      | Ендру Хенри   |
| Кристофер Џонер   | Марфи         |
| Бред Картер       | Џони          |